# Sverre Lunde Pedersen
Sverre Lunde Pedersen (Bergen, 17 de julio de 1992) es un deportista noruego que compite en patinaje de velocidad sobre hielo.
Participó en tres Juegos Olímpicos de Invierno, obteniendo tres medallas, dos en Pyeongchang 2018, oro en persecución por equipos (junto con Håvard Bøkko, Simen Spieler Nilsen y Sindre Henriksen) y bronce en 5000 m, y una de oro en Pekín 2022, en persecución por equipos (con Hallgeir Engebråten y Peder Kongshaug), y el quinto lugar en Sochi 2014 (persecución por equipos).
Ganó cinco medallas en el Campeonato Mundial de Patinaje de Velocidad sobre Hielo entre los años 2015 y 2020, y ocho medallas en el Campeonato Mundial de Patinaje de Velocidad sobre Hielo en Distancia Individual entre los años 2016 y 2024.
Además, obtuvo dos medallas de bronce en el Campeonato Europeo de Patinaje de Velocidad sobre Hielo, en los años 2019 y 2021, y tres medallas en el Campeonato Europeo de Patinaje de Velocidad sobre Hielo en Distancia Individual entre los años 2020 y 2024.

## Palmarés internacional
| Juegos Olímpicos                           | Juegos Olímpicos            | Juegos Olímpicos  | Juegos Olímpicos        |
| Año                                        | Lugar                       | Medalla           | Prueba                  |
| ------------------------------------------ | --------------------------- | ----------------- | ----------------------- |
| 2018                                       | Pyeongchang (Corea del Sur) | Medalla de oro    | Persecución por equipos |
| 2018                                       | Pyeongchang (Corea del Sur) | Medalla de bronce | 5000 m                  |
| 2022                                       | Pekín (China)               | Medalla de oro    | Persecución por equipos |
| Campeonato Mundial                         |                             |                   |                         |
| Año                                        | Lugar                       | Medalla           | Prueba                  |
| 2015                                       | Calgary (Canadá)            | Medalla de bronce | Clasificación general   |
| 2016                                       | Berlín (Alemania)           | Medalla de plata  | Clasificación general   |
| 2018                                       | Ámsterdam (Países Bajos)    | Medalla de plata  | Clasificación general   |
| 2019                                       | Calgary (Canadá)            | Medalla de plata  | Clasificación general   |
| 2020                                       | Hamar (Noruega)             | Medalla de plata  | Clasificación general   |
| Campeonato Mundial en Distancia Individual |                             |                   |                         |
| Año                                        | Lugar                       | Medalla           | Prueba                  |
| 2016                                       | Kolomna (Rusia)             | Medalla de plata  | Persecución por equipos |
| 2016                                       | Kolomna (Rusia)             | Medalla de bronce | 5000 m                  |
| 2017                                       | Gangneung (Corea del Sur)   | Medalla de bronce | Persecución por equipos |
| 2019                                       | Inzell (Alemania)           | Medalla de oro    | 5000 m                  |
| 2019                                       | Inzell (Alemania)           | Medalla de plata  | 1500 m                  |
| 2019                                       | Inzell (Alemania)           | Medalla de plata  | Persecución por equipos |
| 2023                                       | Heerenveen (Países Bajos)   | Medalla de bronce | Persecución por equipos |
| 2024                                       | Calgary (Canadá)            | Medalla de plata  | Persecución por equipos |
| Campeonato Europeo                         |                             |                   |                         |
| Año                                        | Lugar                       | Medalla           | Prueba                  |
| 2019                                       | Collalbo (Italia)           | Medalla de bronce | Clasificación general   |
| 2021                                       | Heerenveen (Países Bajos)   | Medalla de bronce | Clasificación general   |
| Campeonato Europeo en Distancia Individual |                             |                   |                         |
| Año                                        | Lugar                       | Medalla           | Prueba                  |
| 2020                                       | Heerenveen (Países Bajos)   | Medalla de bronce | Persecución por equipos |
| 2022                                       | Heerenveen (Países Bajos)   | Medalla de plata  | Persecución por equipos |
| 2024                                       | Heerenveen (Países Bajos)   | Medalla de oro    | Persecución por equipos |